# Tūdār-e Rūteh
Tūdār-e Rūteh (persiska: تودارِ رونِه, توئی دَرتان, تودار روته) är en ort i Iran.   Den ligger i provinsen Kurdistan, i den nordvästra delen av landet, 400 km väster om huvudstaden Teheran. Tūdār-e Rūteh ligger 1 911 meter över havet och antalet invånare är 640.
Terrängen runt Tūdār-e Rūteh är kuperad. Runt Tūdār-e Rūteh är det ganska tätbefolkat, med 222 invånare per kvadratkilometer. Närmaste större samhälle är Shūyesheh, 12,4 km sydväst om Tūdār-e Rūteh. Trakten runt Tūdār-e Rūteh består i huvudsak av gräsmarker.